# Клеброн
Клеброн (нем. Cleebronn) — община в Германии, в земле Баден-Вюртемберг. 
Подчиняется административному округу Штутгарт. Входит в состав района Хайльбронн.  Население составляет 2692 человека (на 31 декабря 2010 года). Занимает площадь 17,09 км².

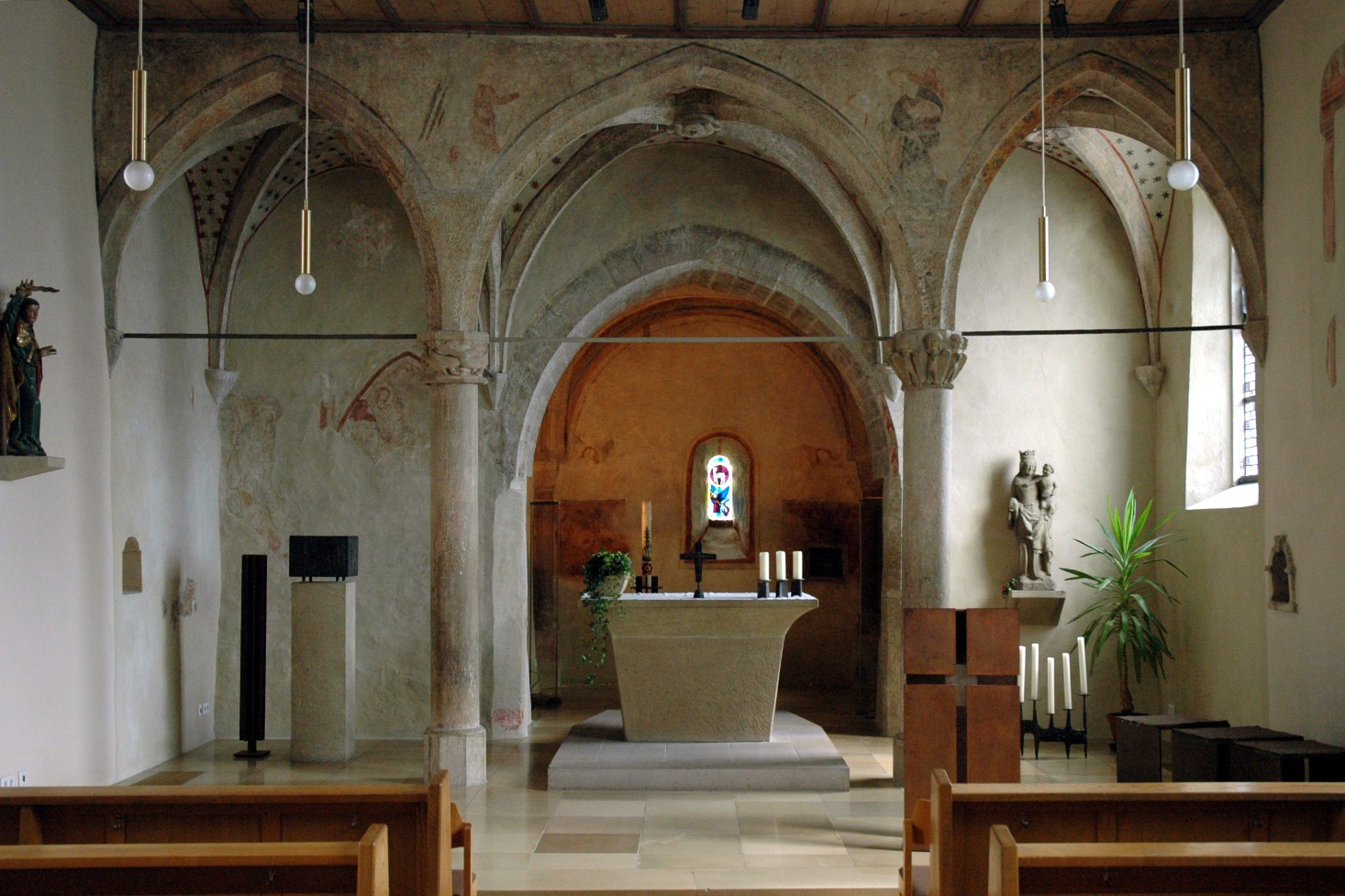
Клеброн

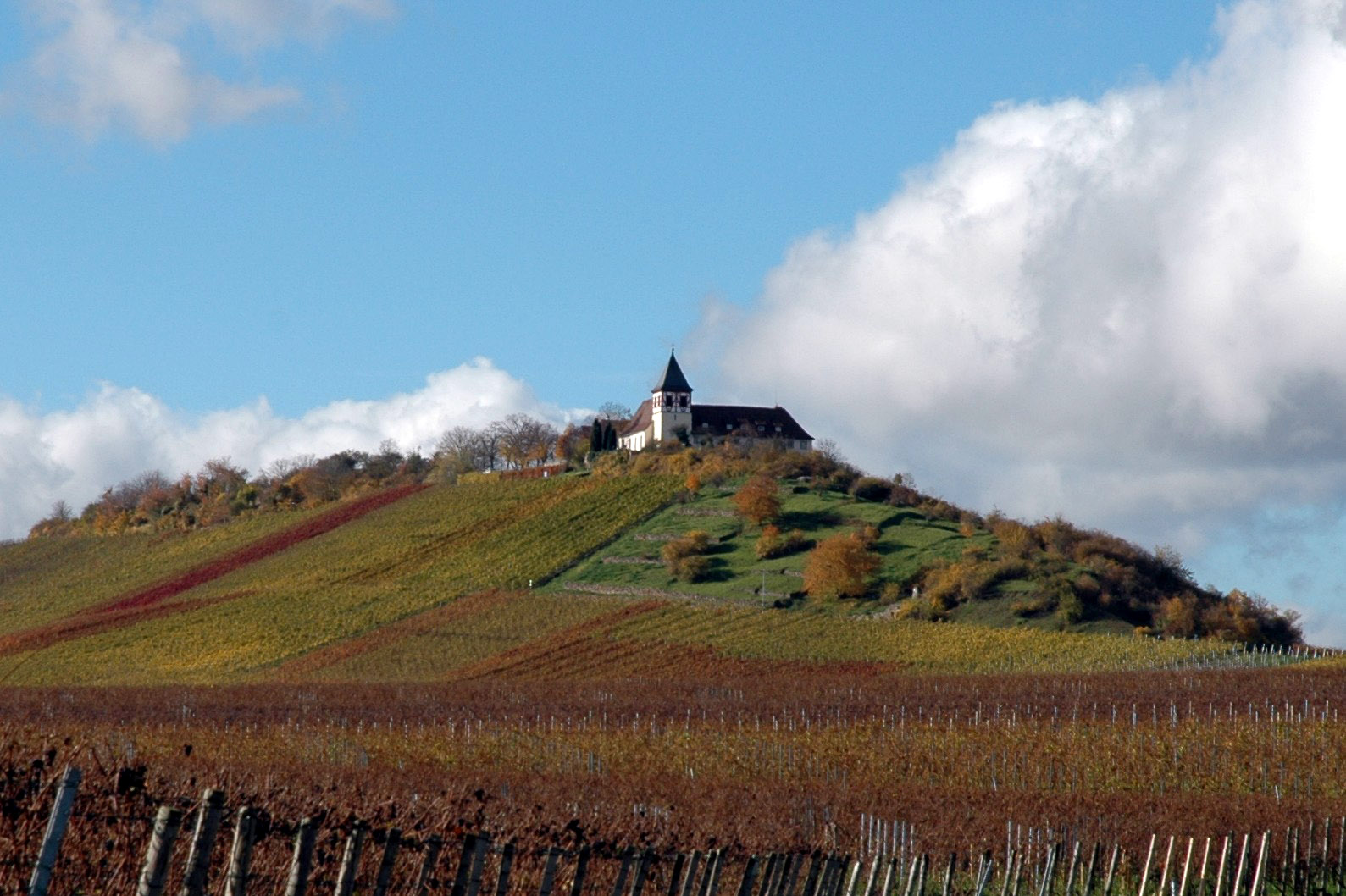
Клеброн